# Lucio Emilio Régilo
Lucio Emilio Régilo (en latín, Lucius Aemilius Regillus) fue un almirante y pretor romano. Combatió en la guerra romano-siria.

## Biografía
Hijo de Marco Emilio Régilo, pertenecía a la gens patricia Emilia. Se desconoce gran parte de sus primeros años y carrera militar antes de ser elegido pretor para el año 190 a. C. y recibir la dirección de las fuerzas navales romanas en el mar Egeo. Ese mismo año, con el apoyo de una flotilla de Rodas, Régilo derrotó a una flota siria mandada por el general cartaginés Aníbal Barca (su primer y último enfrentamiento naval) en la batalla del Eurimedonte. Después, hizo lo propio con una segunda flota siria en la batalla de Mioneso  comandada por Polixénidas y tomó la ciudad de Focea. De esta forma, aseguró el mar Egeo bajo el control de Roma y sus aliados de Rodas y Pérgamo.
A su regreso a Roma en 189 a. C., se construyó el templo de los Lares Permarini en honor a su victoria y celebró un triunfo al año siguiente.